# Terror på Elm Street 3 – Freddys återkomst
Terror på Elm Street 3 – Freddys återkomst (engelska: A Nightmare on Elm Street 3: Dream Warriors), är en amerikansk skräckfilm från 1987.

## Handling
I denna uppföljare till 1984 års kultförklarade skräckfilm Terror på Elm Street får man återigen följa Nancy, den överlevande flickan från originalfilmen. Nu har Nancy blivit äldre och har utbildat sig till psykolog med drömterapi som specialitet. Hon kallas in för att hjälpa till vid en psykiatrisk anstalt för ungdomar. Här inser hon snart att alla patienter ser samma man i sina drömmar och att det är samma man som en gång hemsökte hennes egna drömmar, Freddy Krueger. Freddy var en galen seriemördare med förkärlek till att döda små barn. Polisen grep honom, men på grund av en miss var de tvungna att släppa honom. Föräldrarna och andra i grannskapet tog då istället lagen i egna händer och letade då rätt på honom och brände honom levande. Freddy dog dock inte helt av detta utan lever kvar i mardrömmar tillhörande de barnen till de som tog hans liv. Igenom dessa mardrömmar kan han åstadkomma fysisk skada som de drömmande får med sig då de vaknar. Freddy är nu tillbaka och börjar återigen ge sig ut för att döda Elm Streets ungar.

## Om filmen
Terror på Elm Street 3 är den tredje filmen i den kultförklarade serien om Freddy Krueger och Elm Street. Elm Street-filmerna och Fredag den 13:e-filmerna om Jason blev stora framgångar i skräckfilmsvågen på 80-talet. Filmen regisserades av Chuck Russell, och är 96 minuter lång.

## Andra delar i serien
- Terror på Elm Street (1984)
- Terror på Elm Street 2 – Freddys hämnd (1985)
- Terror på Elm Street 4 – Freddys mardröm (1988)
- Terror på Elm Street 5 (1989)
- Terror på Elm Street 6 – Freddy's Dead – The final nightmare (1991)
- Wes Craven's New Nightmare (1994)
- Freddy vs Jason (2003)
- A Nightmare on Elm Street (2010) (2010)

## Rollista (i urval)
| Robert Englund     | – Fred Krueger    |
| Heather Langenkamp | – Nancy Thompson  |
| Craig Wasson       | – Dr. Neil Gordon |
| Patricia Arquette  | – Kristen Parker  |
| Laurence Fishburne | – Max             |